# 凱西堡州立公園
凱西堡州立公園（英語：Fort Casey State Park），是一個位於美國華盛頓州的州立公園及公眾娛樂區，佔地999英畝（404公頃）。另外，公園亦是伊貝登陸國家歷史保護區的一部份。

## 歷史
凱西堡以美國陸軍工兵部隊工兵總監湯姆斯·林肯·凱西準將來命名。在1890年代，美國政府認為阿德默勒爾蒂灣對於保護普吉特海灣是非常重要，因此計劃興建三個堡壘，分別選址於惠德比島（凱西堡）、馬羅斯通島（弗拉格勒堡）以及湯森港（沃登堡），以製造「火三角」對抗入侵的船隻。而該項軍事戰略則基於以下理論：三個要塞將能阻止任何企圖的海上入侵行動。作為由恩迪科特委員會（Endicott Board）發起的美國海岸防禦工事大規模現代化計劃的一部分，凱西堡在1897年開始建設工程。1901年，政府在堡壘內安裝隱沒式大炮，大炮發射時其炮架的液壓動力裝置會把大炮升至發射位置，而發炮後的後座力則會驅動大炮重回炮位，並再次隱沒。但是，堡壘的炮兵陣地在堡壘建造完成後就被淘汰了。
1903年飛機的發明，加上後來軍用飛機的急速發展，皆使這座堡壘更容易遭受空襲。此外，戰艦武器的精確開始提升，使戰艦的戰術由19世紀的靜態策略轉變為20世紀更具移動性及攻擊性的進取策略。在第一次世界大戰期間，凱西堡的大部分火砲及迫擊砲都被拆除，並轉為安裝至鐵路車輛上作機動重型火砲之用。部份武器在戰後退還給堡壘，但在第二次世界大戰期間該批武器被Mk 2 16英寸艦砲及其他武器所取代，最終被報廢。
現時安裝在凱西堡州立公園內的兩門10英寸隱沒式大炮及兩門3英寸大炮，均是在1960年代從菲律賓的溫特堡（Fort Wint）轉移過來的。

## 活動及設施
太平洋西北國家風景步道的其中三公里路段環繞著凱西堡州立公園。另外園內亦有一座燈塔。此外，公園還提供露營設施及燈塔導賞服務，而遊客亦可進行划船、潛水、釣魚、觀鳥等活動。

## 文獻引用
- Berhow, Mark A. (编).  2. Coast Defense Study Group Press. 2004. ISBN 978-0-9748167-0-8 （英语）.
- Kirk, Ruth; Alexander, Carmela. . Seattle, WA: University of Washington Press. 1995. ISBN 978-0-295-97443-9 （英语）.
- McGovern, Terrance; Smith, Bolling. . London: Bloomsbury Publishing. 2012. ISBN 978-1-84908-043-9 （英语）.

## 外部連結
- 凱西堡州立公園網頁（页面存档备份，存于）